# Reginaldo Prandi
José Reginaldo Prandi (Potirendaba, 14 de maio de 1946) é um sociólogo, professor e escritor brasileiro.

## Biografia
Reginaldo Prandi nasceu no interior de São Paulo numa família de origem italiana.
Tendo completado o ensino médio no Instituto de Educação "Monsenhor Gonçalves" em São José do Rio Preto, mudou-se em 1964 de Potirendaba para a cidade de São Paulo, iniciando o curso de medicina veterinária na Universidade de São Paulo (USP), curso que abandonou ao completar o bacharelado em  ciências sociais na Fundação Santo André em 1970. Iniciou, no ano seguinte, os estudos de pós-graduação em sociologia na USP (mestrado e doutorado).
Foi pesquisador do Centro Brasileiro de Análise e Planejamento (Cebrap) desde sua fundação em 1969 até 1987 e professor da PUC-SP de 1972 até 1976. Em 1976, foi aprovado em concurso público para trabalhar como professor da USP, na Área de Sociologia do Departamento de Ciências Sociais, atual Departamento de Sociologia. Aposentou-se em 2005, continuando o trabalho docente como professor colaborador e desde 2012 como professor sênior do mesmo departamento.
Tornou-se doutor em 1976 e livre-docente e 1989 em Sociologia pela USP, onde é professor titular desde 1993 do Departamento de Sociologia.
Em 1983, fez parte do grupo que fundou o Datafolha, instituto de pesquisa do jornal Folha de S.Paulo, tendo criado a metodologia usada até o presente pelo instituto.
Participou do Comitê de Ciências Sociais do CNPq (1997–2000), coordenou o Comitê de Sociologia da Capes (2001–2004) e foi membro do Comitê Acadêmico da Anpocs (1992–1996). É pesquisador do CNPq desde 1975, enquadrado no nível 1A a partir de 1996 e pesquisador Sênior desde março de 2020.
Trabalha principalmente na área de sociologia, com ênfase em sociologia da religião, atuando nos seguintes temas: religiões afro-brasileiras (candomblé e umbanda), catolicismo, espiritismo e pentecostalismo. Além de artigos e capítulos, é autor de mais de 30 livros, incluindo obras de sociologia, mitologia e ficção, gênero a que vem se dedicando desde 2003. Além dos textos publicados em português, parte de seus trabalhos está editada em inglês, espanhol, francês, italiano, alemão e tcheco.
Recebeu em 2018 o título de Professor Emérito da Faculdade de Filosofia, Letras e Ciências Humanas da Universidade de São Paulo.

## Livros publicados
Sociologia
- Os candomblés de São Paulo: nova edição ampliada. São Paulo, Arché, 2021
- Ogum: caçador, agricultor, ferreiro, trabalhador, guerreiro e rei. Rio de Janeiro, Pallas, 2019
- Os mortos e os vivos. São Paulo, Três Estrelas, 2012
- Segredos guardados. São Paulo, Companhia das Letras, 2005
- Encantaria brasileira. Rio de Janeiro, Pallas, 2001
- Um sopro do Espírito. São Paulo, Edusp, 1998
- A realidade social das religiões no Brasil. Em coautoria com Antônio Flávio Pierucci. São Paulo, Hucitec, 1996
- Herdeiras do axé. São Paulo, Hucitec, 1996
- Città In transe. Roma, Edizione Acta, 1993
- Os candomblés de São Paulo. São Paulo, Hucitec e Edusp, 1991
- Os favoritos degradados. São Paulo, Loyola, 1982
- Os futuros cientistas sociais. São Paulo, FFLCH/USP, 1980
- O trabalhador por conta própria sob o capital. São Paulo, Símbolo, 1978
- Catolicismo e família. São Paulo, Brasiliense e Cebrap, 1975
- Católicos, protestantes, espíritas. Em coautoria com Candido Procopio Ferreira de Camargo e outros. Petrópolis, Vozes, 1975
- História de vida computacional. São Paulo, Editora Brasileira de Ciências/Cebrap, 1973

Mitologia afro-brasileira e indígena
- Contos e lendas da Amazônia. São Paulo, Cia. das Letras, 2011
- Contos e lendas afro-brasileiros. São Paulo, Cia. das Letras, 2007
- Oxumarê, o Arco-Íris. São Paulo, Companhia das Letrinhas, 2004
- Xangô, o Trovão. São Paulo, Companhia das Letrinhas, 2003
- Ifá, o Adivinho. São Paulo, Companhia das Letrinhas, 2002
- Os príncipes do destino. São Paulo, Cosac & Naify, 2001
- Mitologia dos orixás. São Paulo, Companhia das Letras, 2001

Ficção
- Motivos e razões para matar e morrer. São Paulo, Companhia das Letras, 2022
- Aimó. São Paulo, Seguinte/Companhia das Letras, 2017
- Feliz aniversário. São Paulo, Companhia das Letrinhas, 2010
- Jogo de escolhas. São Paulo, Companhia das Letrinhas, 2009
- Morte nos búzios. São Paulo, Companhia das Letras, 2006
- Minha querida assombração. São Paulo, Companhia das Letrinhas, 2003

## Prêmios e títulos
- 2024. Prêmio Tese Destaque USP, pela orientação do trabalho "Orientações religiosas sobre a conduta ecológica: católicos, evangélicos e as repercussões religiosas da pauta ambiental no Brasil". [33]
- 2017. Prêmio Cátedra 10 Unesco - PUC-Rio, por Aimó
- 2005. Prêmio White Raves, da Internationale Jugendbibliotek München, por Xangô, o Trovão
- 2005. Prêmio FNLIJ, menção livro altamente recomendado por Xangô, o Trovão
- 2003. Prêmio FNLIJ, por Ifá, o Adivinho
- 2003. Jabuti, indicado por Ifá, o Adivinho
- 2002. Jabuti, indicado por Mitologia dos Orixás
- 2002. Jabuti, indicado por Os Príncipes do Destino
- 2001. Prêmio Érico Vannucci Mendes – CNPq, SBPC e MinC, pelo conjunto da obra
- 1997. Jabuti, indicado por A realidade social das religiões no Brasil